# 有栖川宮正仁親王
有栖川宮正仁親王（ありすがわのみや ただひとしんのう）は、江戸時代の皇族。世襲親王家の有栖川宮第4代当主。

## 生涯
有栖川宮幸仁親王（後西天皇皇子）の第1王子として生まれる。生家の家系から、将来有栖川宮の当主になることが確定していた。宝永7年（1710年）、清閑寺熙定の女で徳川綱吉養女の竹姫と婚約したが、6年後に婚儀を目前にして早世。嗣子無く薨去したため、霊元天皇第17皇子の職仁親王が有栖川宮を継承した。

## 系図
後水尾天皇 - 後西天皇 - 有栖川宮幸仁親王 - 有栖川宮正仁親王